# Antonín Gotthard ze Schaffgotsche
Antonín Gotthard hrabě ze Schaffgotsche (celým jménem Antonín Gotthard říšský hrabě ze Schaffgotsche, svobodný pán z Kynastu a Greiffensteinu / německy Anton Gotthard Graf von Schaffgotsch, Freiherr zu Kynast und Greiffenstein, 16. dubna 1721, Vratislav – 28. ledna 1811, Vídeň) byl rakouský šlechtic, politik a dvořan. Od mládí působil u císařského dvora ve Vídni, souběžně se uplatnil jako diplomat. Ve dvorských funkcích nakonec dosáhl postu nejvyššího maršálka, byl též rytířem Řádu zlatého rouna. Vlastnil statky na severní Moravě a ve Slezsku (Kravaře, Vlčice).

## Životopis

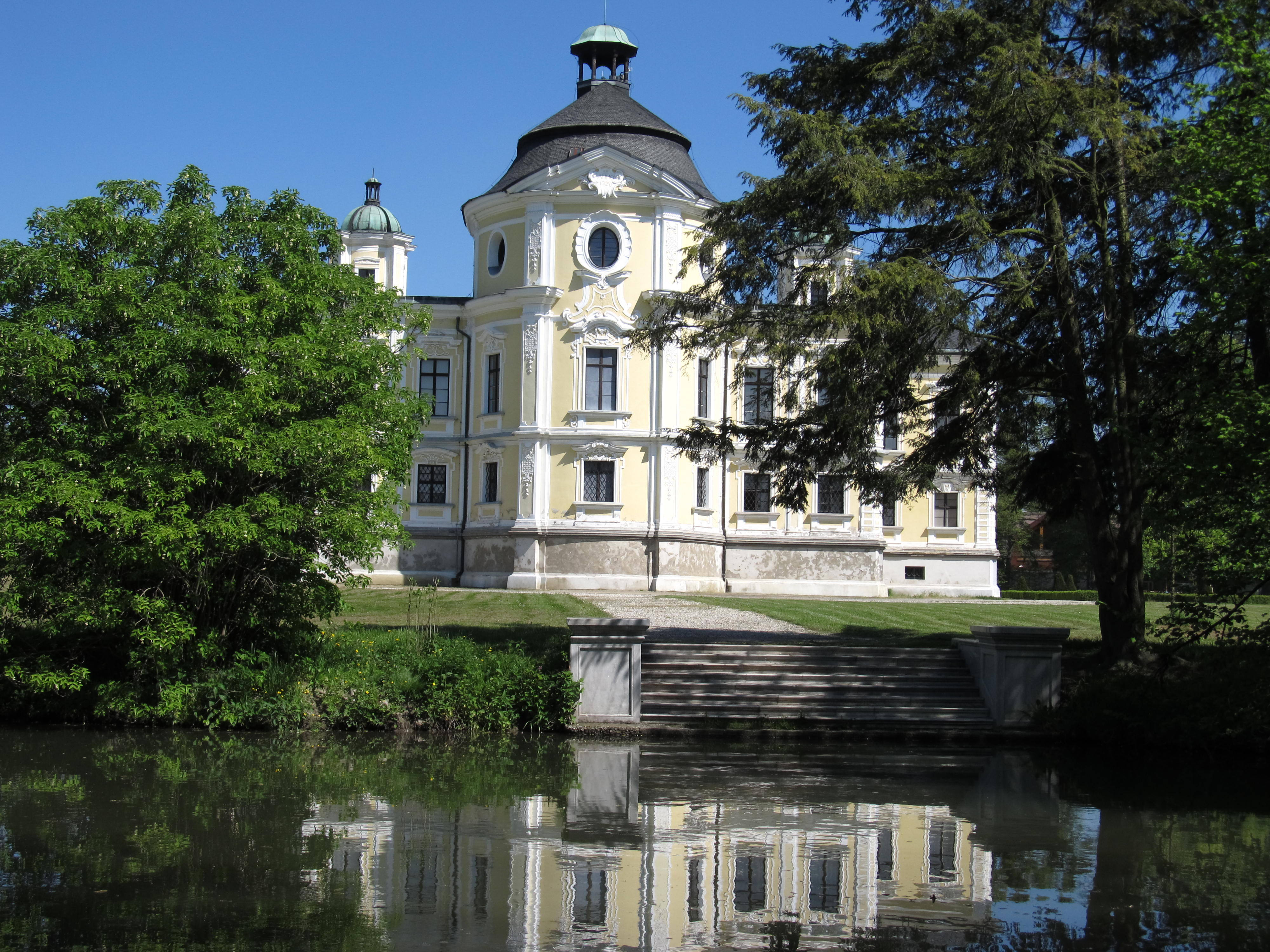
Zámek Kravaře, majetek Antonína Gottharda ze Schaffgotsche od roku 1783

Byl členem šlechtického rodu Schaffgotschů, patřil ke slezské větvi. Pocházel z početné rodiny hraběte Jana Antonína ze Schaffgotsche (1675–1742), posledního místodržitele Slezska před pruskou okupací v roce 1741, a jeho druhé manželky Anny Terezie, rozené Novohradské z Kolovrat (1690–1756). Dětství strávil ve Vratislavi, poté studoval na univerzitách v Praze a Leidenu, následně absolvoval kavalírskou cestu a na počátku války o rakouské dědictví se v Mohuči připojil k diplomatickým službám. V roce 1746 se vrátil do Vídně, kde byl jmenován komorníkem arcivévody a pozdějšího císaře Josefa II. Příležitostně znovu působil jako diplomat, po sedmileté válce byl pověřen krátkou misí do Berlína (1764). V roce 1766 byl jmenován nejvyšším hofmistrem arcivévodkyně Marie Josefy, která zemřela o rok později. Později doprovázel tři dcery Marie Terezie ke sňatkům do zahraničí. Mezitím nadále setrvával v bezprostředních službách císaře Josefa II., po jeho smrti byl jmenován nejvyšším hofmistrem Marie Terezie Neapolské (1772–1807), která byla jako manželka Františka I. od roku 1792 císařovnou. V letech 1798–1811 byl zároveň nejvyšším maršálkem císařského dvora. V roce 1782 získal Řád zlatého rouna, později obdržel velkokříž Leopoldova řádu a při příležitosti sňatku císaře Napoleona s arcivévodkyní Marií Luisou dostal francouzský Řád čestné legie (1810).

## Rodinné a majetkové poměry
Z početné rodiny svého otce byl Antonín Gotthard až sedmým synem v pořadí, proto původně nevlastnil žádný pozemkový majetek. Až později jako vysoký dvorský úředník zakoupil několik statků na severní Moravě a ve Slezsku. V roce 1783 koupil panství Kravaře u Opavy a zdejší zámek byl hlavním sídlem jeho rodiny do roku 1815. V roce 1791 přikoupil panství Vlčice poblíž Javorníku, kde často pobýval jeho starší bratr Filip Gotthard (1716–1795), vratislavský biskup. Po prodeji Kravař se Vlčice staly hlavním rodovým sídlem, potomstvo pak pobývalo ještě na zámku Kociánka v Brně.
V roce 1766 se oženil s hraběnkou Marií Annou Kolonicsovou (1744–1802). Měli spolu devět dětí, z nichž minimálně dvě zemřely v dětství. Synové František Gotthard (1769–1796) a Karel Gotthard (1774–1793) padli ve válkách s revoluční Francií. Dědicem majetku byl nejstarší syn Josef Gotthard (1767–1844).
- Marie Anna Hedvika (*/† 1766)
- Josef Gotthard (17. 11. 1767, Vídeň – 7. 5. 1844), manž. 1795 Marie Josefa Skrbenská z Hříště (11. 9. 1776 – 19. 2. 1851)
- František Gotthard (21. 6. 1769 – 15./16. 6. 1796), padl v bitvě u Wetzlaru, svobodný a bezdětný
- Ladislaus Gotthard (*/† 1770)
- Marie Antonie (11. 9. 1771 – 18. 12. 1837), manž. 1795 Lorenzo Galeazzo Trotti Bentivoglio (19. 3. 1757 – 4. 6. 1840)
- Jan (5. 8. 1773 – 27. 3. 1776)
- Karel Gotthard (5. 5. 1774 – 9. 6. 1793), padl v bitvě u Arlonu, svobodný a bezdětný
- Marie Hedvika (13. 3. 1776 – 21. 11. 1816), svobodná a bezdětná

Antonínův starší nevlastní bratr Karel Gotthard (1706–1780) byl dlouholetým vysokým úředníkem ve správě Českého království, kde naposledy zastával funkci nejvyššího hofmistra (1767–1780). Další bratr Filip Gotthard (1716–1795) byl knížetem-biskupem vratislavským (1748–1795).
Jedním z předchůdců Antonína Gottharda na postu nejvyššího dvorského maršálka byl jeho švagr hrabě Eugen Václav Bruntálský z Vrbna (1728–1789).